# Hemixos leucogrammicus
Hemixos leucogrammicus là một loài chim trong họ Pycnonotidae. Chúng là loài đặc hữu ở Tây Sumatra (Indonesia).